# Kærlighed uden stop
Kærlighed uden stop er en dansk film fra 1989.
- Manuskript og instruktion Hans Kristensen.

Blandt de medvirkende kan nævnes:
- Otto Brandenburg
- Ann-Mari Max Hansen
- Benny Hansen
- Bent Warburg
- Lars Lunøe
- Gyda Hansen
- William Kisum
- John Martinus
- Hugo Herrestrup